# Wek V
Wek V is een bestuurslaag in het regentschap Padang Sidempuan van de provincie Noord-Sumatra, Indonesië. Wek V telt 7729 inwoners (volkstelling 2010).